# Boussole de déclinaison

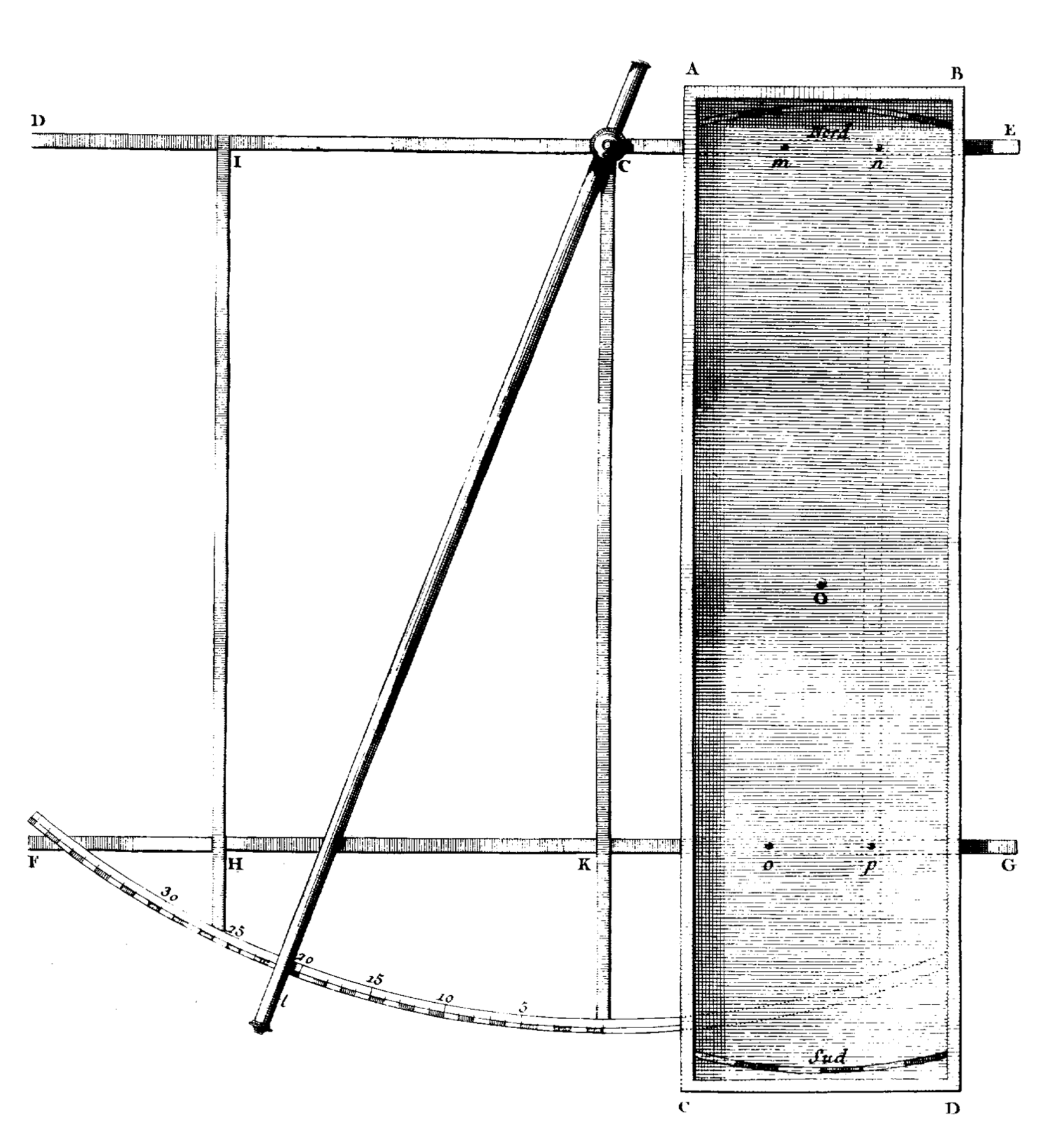
Fig. 1. Boussole de déclinaison de Le Monnier. Elle est la première à être dotée d'une lunette permettant de viser une mire dans l'axe du méridien géographique. L'aiguille n'est pas représentée sur cette image.

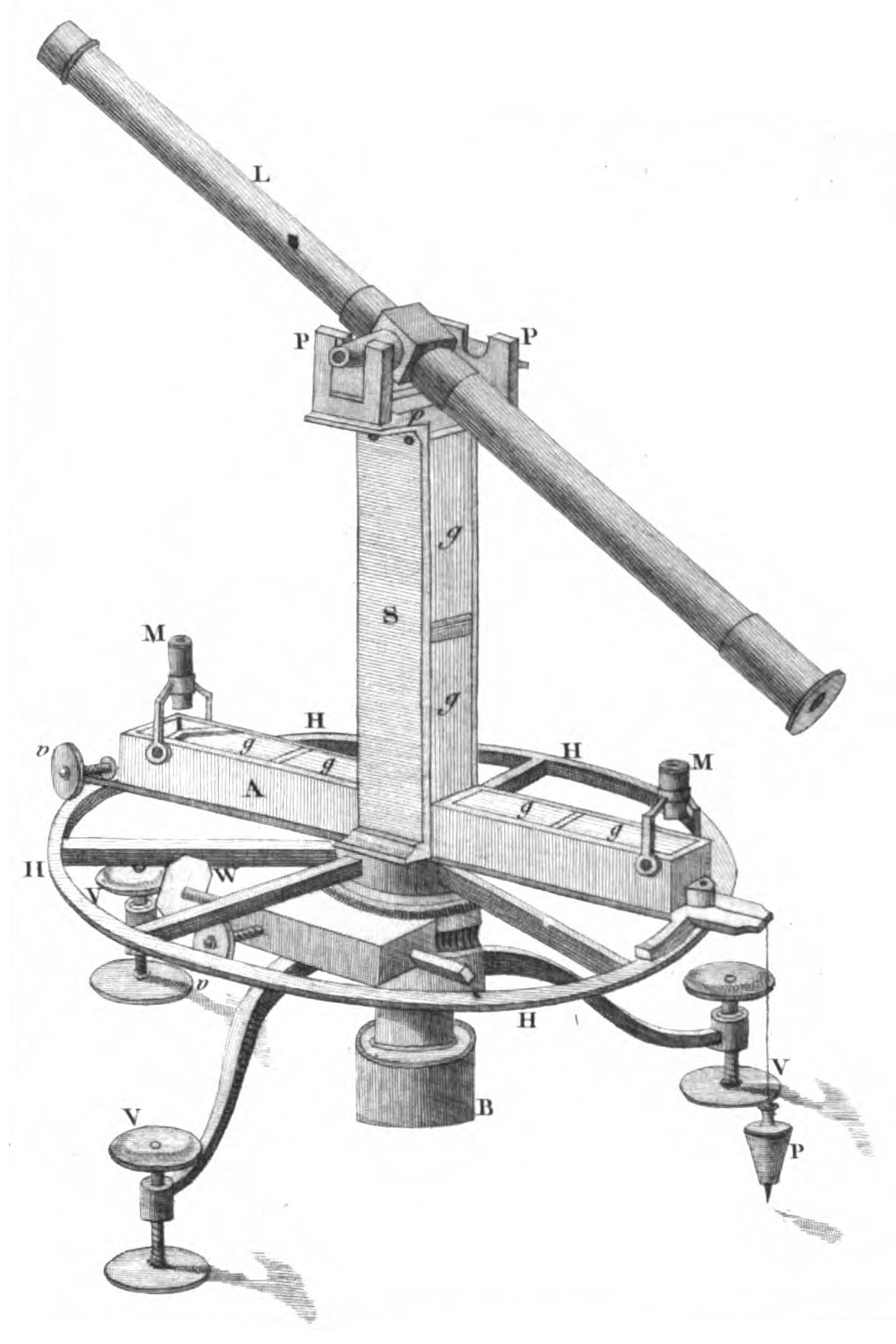
Fig. 3 Boussole de déclinaison absolue de Cassini IV. Elle est équipée d'une boussole à aiguille suspendue basée sur celle de Coulomb et d'une lunette astronomique.

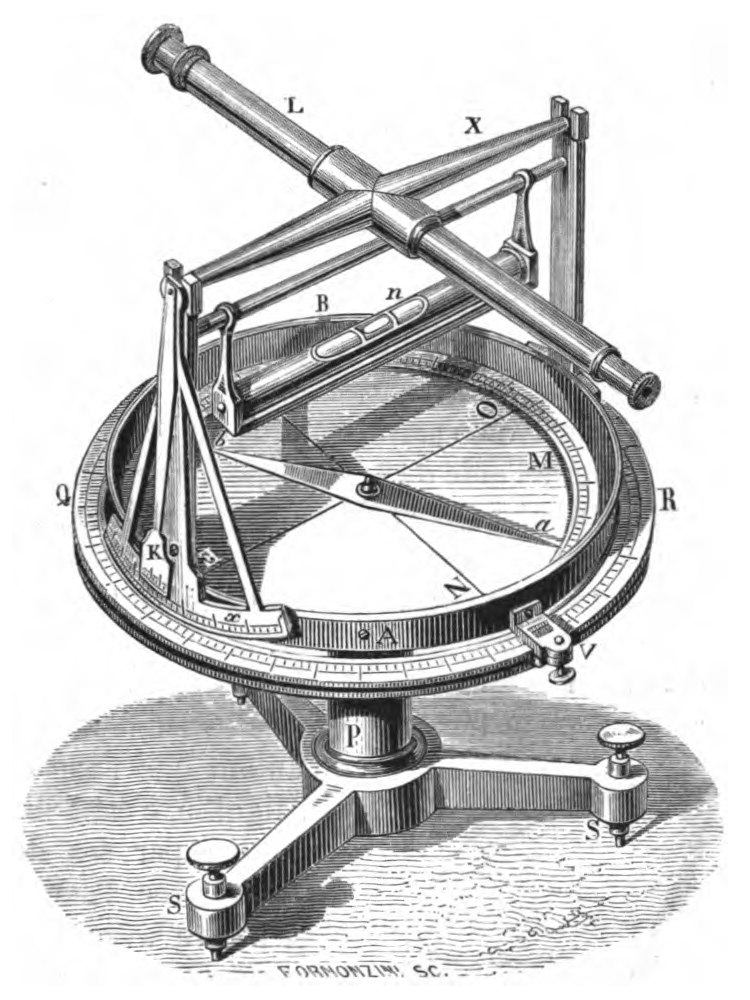
Fig. 4. Boussole de déclinaison de Lenoir. Pourtant construite en 1818, après celle de Cassini IV, elle est dotée d'une aiguille posée sur un pivot dont on avait démontré qu'elle donnait des résultats moins précis.

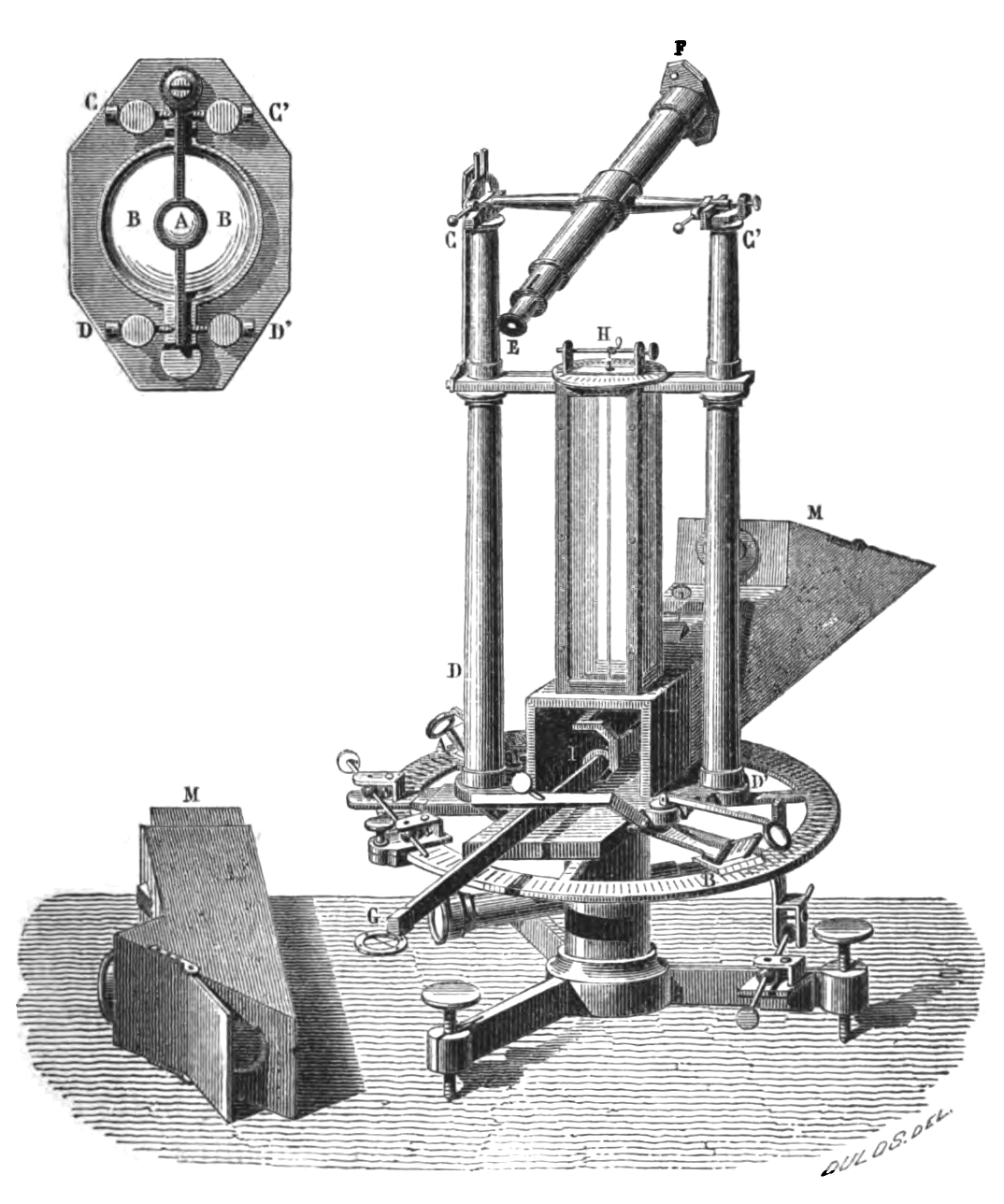
Fig. 5. Boussole de déclinaison de Gambey. Il s'agit d'une version améliorée de la boussole de Cassini IV.

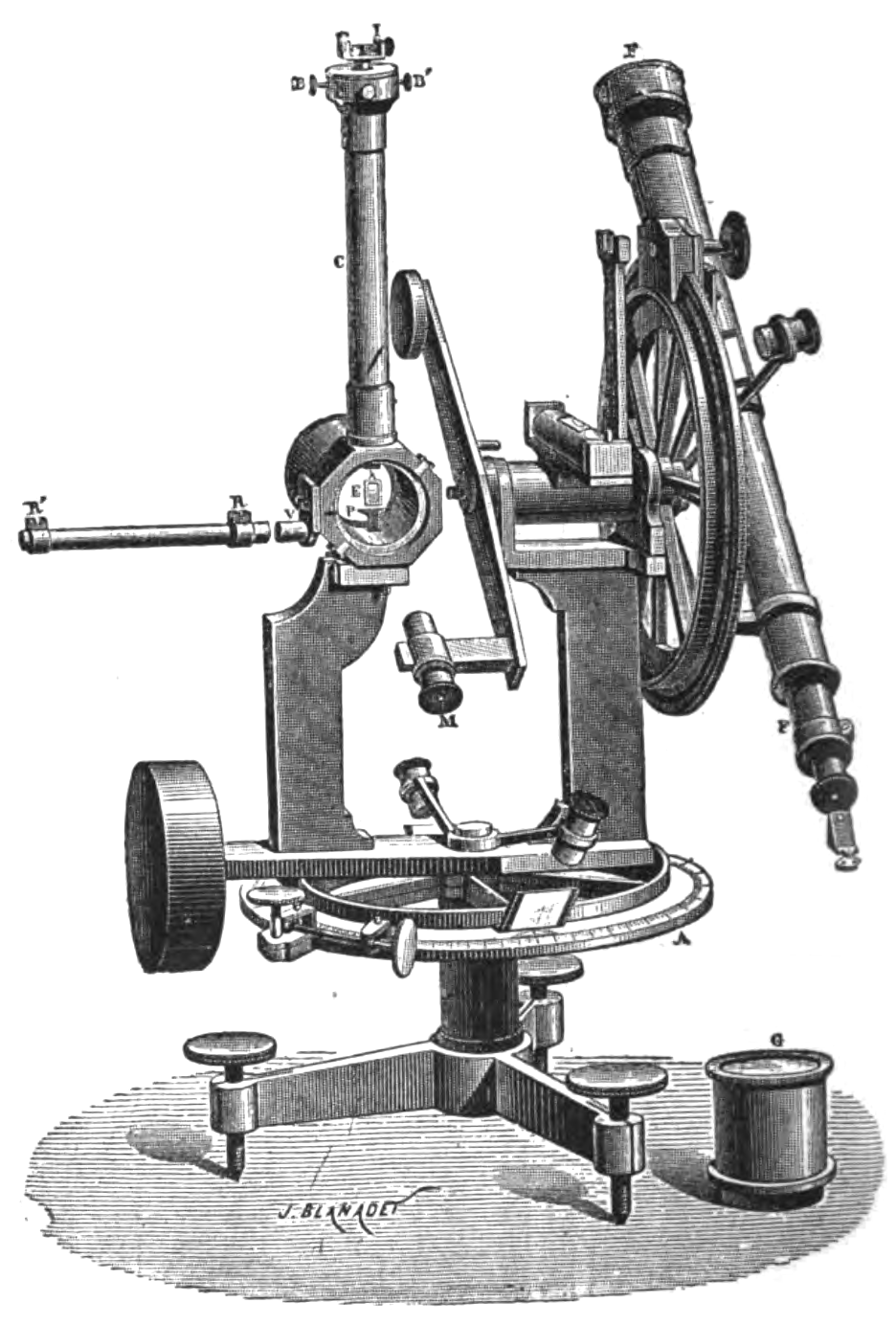
Fig. 6. Boussole de déclinaison de Brünner. Il permet de mesurer la déclinaison, l'inclinaison et l'intensité magnétique.

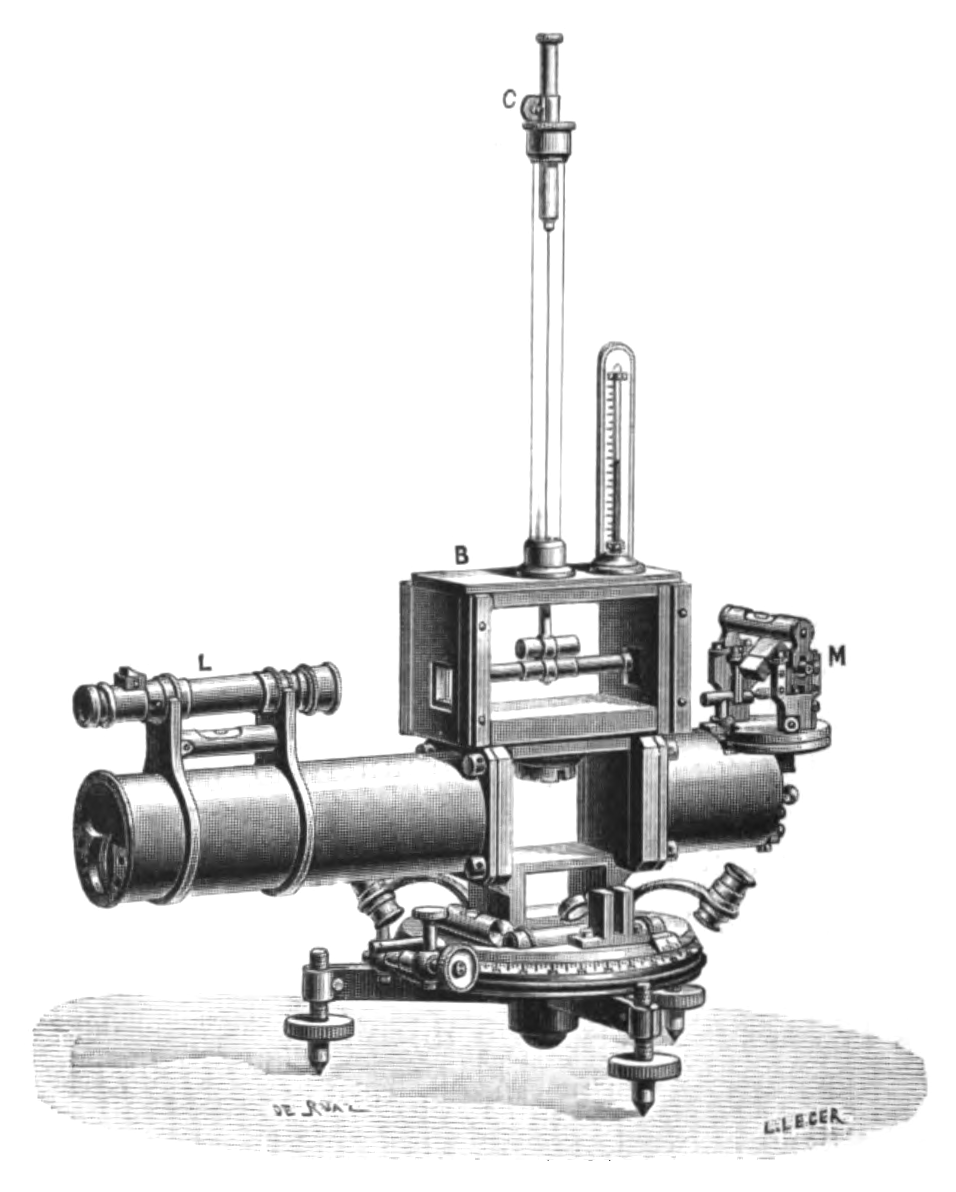
Fig. 7. Déclinomètre de Kew (observatoire), également appelé magnétomètre unifilaire de Kew.

Une boussole de déclinaison (également appelée déclinomètre ou plus rarement variomètre de déclinaison) était un instrument mécanique de géodésie permettant de mesurer la déclinaison magnétique en un lieu.
Utilisé entre le XVIIe et le XIXe siècle, cet instrument était dans un premier temps constitué d'une aiguille reposant sur un pivot, mais à partir de 1778, grâce aux travaux de Coulomb, l'aiguille fut suspendue par un fil. Les résultats plus précis apportés par cette modification permirent de mettre en évidence des variations régulières (séculaires, annuelles, mensuelles et diurnes) et irrégulières (liées aux aurores polaires, tremblements de terre, orages) du champ magnétique terrestre. Dès 1792, il sera équipé d'une lunette astronomique, pour mesurer la déclinaison absolue, et sera assemblé à la façon d'un théodolite.
Les travaux menés par Carl Friedrich Gauss et Weber conduiront à la construction du magnétomètre en 1832, un instrument toujours en usage de nos jours, capable de mesurer les trois composantes du champ magnétique terrestre : la déclinaison, l'inclinaison et l'intensité.

## Définition

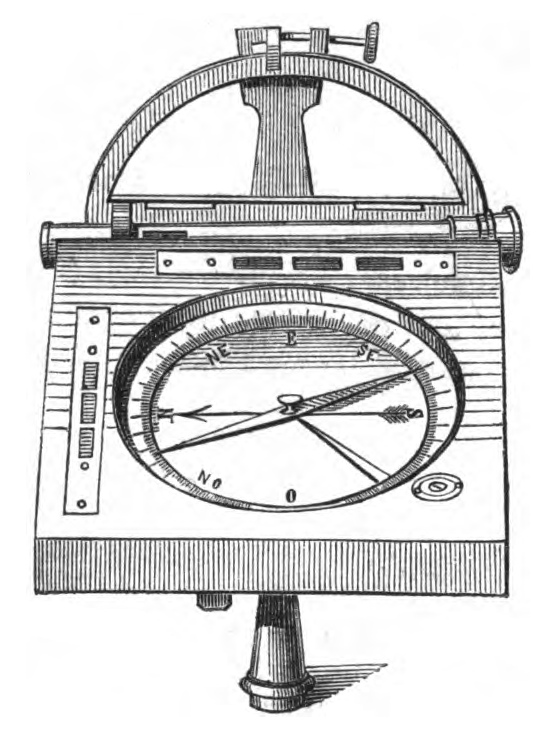
Fig. 2. Boussole d'arpenteur.

On appelle boussole de déclinaison un instrument destiné à la mesure précise de la déclinaison magnétique, c'est-à-dire l'angle qui sépare le méridien magnétique (indiqué par la direction de l'aiguille aimantée d'une boussole) et le méridien géographique. Toutes les boussoles destinées à des usages différents mais permettant de mesurer cette déclinaison peuvent être considérées comme telles. Ainsi, la boussole d'arpenteur (fig. 2), la boussole marine (compas de mer), ou encore celles dites de variation et d'intensité de la déclinaison (par opposition à celles d'inclinaison) sont des boussoles de déclinaison.
S'il existe une distinction entre la boussole de déclinaison et la boussole des variations de la déclinaison elle diffère principalement par l'installation de microscopes sur la seconde, pour pouvoir observer avec précision la position de l'aiguille sur le disque gradué. Aussi, tandis que la première est destinée à être transportée, la seconde est destinée à rester sur place car les mesures sont prises régulièrement et à long terme.
Selon certaines sources, le déclinomètre désigne une boussole de déclinaison construite à la façon d'un théodolite, c'est-à-dire toutes celles construites après celle de Cassini IV (fig. 3).

## Historique
La première mesure dont on dispose relative à la déclinaison magnétique est celle inscrite sur le cadran de Bellarmatus en 1541. Bien que d'autres mesures ont été prises épisodiquement par la suite, notamment par Le Nautonier en 1603 et l'abbé Picard en 1624, 1664 et 1666, ce n'est qu'en 1667 avec la construction de l’Observatoire de Paris, suivie par celles réalisées un peu plus tard à l'Observatoire royal de Greenwich, que débute une série de mesures régulières et toujours plus précises,.
Le 21 juin 1667, Picard est chargé de tracer la direction de la méridienne sur le lieu où sera bâti l'Observatoire. Il mesure une déclinaison de 0° 15′ à l'ouest avec une simple aiguille aimantée de 12,7 cm (5 pouces) pivotante qu'il compare avec la méridienne juste tracée. Il faudra attendre la fin des travaux de construction en 1670 pour que Picard puisse reprendre les mesures.
En 1683, Philippe de La Hire est chargé de réaliser les mesures et utilise une boussole de sa conception. Il s'agit d'une boîte rectangulaire à l'intérieur de laquelle est tracée au fond une ligne de repère parallèle aux faces latérales ; aux extrémités de cette ligne correspondent les zéros de deux arcs gradués (dit la ligne des zéros) et est placée une aiguille formée d'un fil d'acier de 20,32 cm (8 pouces) avec une chape de cuivre en son milieu posée sur un pivot. La Hire réalisait ses observations en plaçant l'une des faces latérales de sa boussole sur la partie occidentale d'un pilier en pierre de taille, placé sur la partie sud de la terrasse basse de l'Observatoire, parfaitement orienté suivant le méridien.    
En 1719, Jacques-Philippe Maraldi succède à de La Hire. Il utilise la même boussole et procède de la même manière que son prédécesseur mais décide en 1729 de remplacer l'aiguille par une deux fois plus courte. Selon ses observations, utiliser une aiguille plus grande n'indiquerait pas toujours la même déclinaison dans la journée. Sans le savoir, il avait, depuis 1721, observé les variations diurnes décrites par le britannique Graham en 1722.
De 1744 à 1754, Fouchy s'occupe des mesures, mais les résultats obtenus laissent supposer qu'il n'aurait pas utilisé les mêmes instruments ou aurait procédé différemment. Dès la première année d'observations, un degré diffère par rapport aux dernières mesures prises par Maraldi, un écart trop important pour l'attribuer aux variations séculaires. De 1755 à 1772, Maraldi II remplace Fouchy mais revient aux méthodes et instruments utilisés par La Hire, jusqu'en 1765, où une nouvelle méridienne est tracée sur le parapet du mur ouest de la grande terrasse de l'Observatoire qui servira jusqu'en 1777, époque où Cassini IV changera de méthode d'observation.
À partir de 1772 Le Monnier améliore les mesures. La méridienne de l'Observatoire donnant des résultats variables, il décide de déterminer à chaque observation le méridien géographique à l'aide du soleil au zénith. Il fabrique en 1777 une boussole (fig. 1) sur la base de celle de La Hire, à ceci près qu'elle est placée sur un châssis équipé d'une lunette de visée mobile, disposée de telle sorte qu'une fois orientée vers le méridien géographique elle puisse former un angle avec à la ligne des zéros, l'angle étant nul lorsque la lunette est parallèle à cette ligne. Une fois l'aiguille correctement alignée avec la ligne des zéros, qui fait office de ligne de foi, l'angle obtenu avec la lunette représente la déclinaison. Elle diffère également, d'une part par la taille de l'aiguille, elle est presque deux fois plus grande (15 pouces), et en ce qu'elle peut être retournée face pour face sur son pivot, permettant ainsi de corriger le défaut de coïncidence entre l'axe polaire et l'axe de la figure d'une aiguille aimantée, dont se souciait déjà Duhamel du Monceau en 1750, avec la méthode du retournement donnée par Coulomb en 1722.
Des recherches sur les variations diurnes de la déclinaison sont menées, entre autres, par Jean-Louis Pictet et Jacques-André Mallet en 1769, le Père Cotte en 1769, Beguelin en 1770 ou encore Van Swinden en 1777. Cependant, les aiguilles aimantées, qui jusque-là étaient posées sur un pivot, donnaient des résultats variables d'un instrument à l'autre, à cause des imperfections liées au frottement de la suspension. Pour résoudre ce problème, alors qu'il mène des recherches similaires, Coulomb invente en 1778 une boussole à aiguille suspendue par un fil de soie. Les précisions apportées avec cette nouvelle méthode permet à Cassini entre 1783 et 1791, avec une boussole de sa conception fortement inspirée de celle de Coulomb, de confirmer que les aiguilles aimantées sont affectées par des phénomènes réguliers, notamment le lever et coucher du soleil, et irréguliers, notamment les aurores polaires provoquant des perturbations sur plusieurs semaines.
Fabriquée en 1779, la boussole de Brander (de) ressemble beaucoup à celle de La Hire. Elle est composée d'une aiguille de presque 18 cm (7 pouces) et comprend un arc de cercle gradué (nonnius) à l'une de ses extrémités. Sur le coté, parallèle à la ligne de foi, se trouvent deux pinnules reliées par un fil tendu à aligner avec le méridien géographique. Cet instrument est utilisé par Cotte pour ses observations de 1784 à 1786.
En 1792, Cassini IV fabrique une boussole de déclinaison absolue. À la différence de celle de Le Monnier, elle se compose d'une lunette astronomique pour déterminer le méridien géographique à partir d'un astre (comme l'étoile polaire), et y intègre une aiguille suspendue, basée sur la boussole de Coulomb, laquelle est glissée dans un fourreau spécial pour pouvoir la retourner plus facilement. Deux microscopes sont également installés pour aligner parfaitement l'aiguille avec la ligne de foi. L'instrument est si précis qu'on obtient des mesures à la minute, voire la seconde de degré près, au point où en 1793 Cassini remarqua que le fer qui entrait dans la construction du bâtiment perturbait l'appareil, ce qui l'obligea à prendre ses mesures à l'extérieur.
Lorsque Cassini dut quitter l'observatoire pour des raisons politiques en septembre 1793, Bouvard lui succéda, mais pour une raison inexpliquée, bien qu'il disposait de la boussole de son prédécesseur, il préféra revenir aux instruments dans lesquels l'aiguille est posée sur un pivot. Il employa la boussole de Lenoir (fig. 4) qui reprend les principales caractéristiques de la boussole de Cassini, une lunette et un cercle gradué pour les observations d'azimut et une aiguille que l'on peut retourner. Il poursuivra ses observations avec cet instrument jusqu'en 1810, date à laquelle la boussole de Gambey (fig. 5) fait son apparition. Il utilise les deux instruments jusqu'en 1823, puis seulement la boussole de Gambey. Ces deux instruments sont également utilisés par Arago pour ses observations de 1810 à 1835.
Au début des années 1800 des appareils plus sophistiqués sont fabriqués, tels que le théodolite-boussole de Brünner (fig. 6) qui permet de mesurer à la fois la déclinaison, l'inclinaison et l'intensité du champ magnétique. En 1832, grâce aux travaux de Gauss et Weber, on voit apparaître les premiers magnétomètres, unifilaire pour mesurer la déclinaison et bifilaire pour mesurer les variations de la déclinaison. Vers 1850 apparaissent des appareils à enregistrement photographique, comme le déclinomètre enregistreur de Gauss, ou celui de Brooke (en), des instruments qui s’avèrent utiles pour les observations des variations diurnes car ils épargnent à l'observateur une présence assidue. À l'Oservatoire de Kew, on utilise à la même époque un déclinomètre (fig. 7) avec, à la place d'une aiguille, un tube aimanté, faisant office de collimateur, à travers lequel on fait passer un faisceau de lumière, réfléchi par un miroir, pour obtenir l'angle de déclinaison,. De nos jours on utilise encore le magnétomètre, qui n'a pas cessé d'évoluer depuis.

## Description
L'instrument se compose principalement d'une aiguille aimantée placée au centre d'un disque gradué. On distingue, d'une part, ceux dont l'aiguille est posée sur un pivot et ceux dont l'aiguille est suspendue par un fil, et d'une autre part, ceux équipés ou non d'une lunette astronomique pour les mesures dites absolues. Pour éviter toute perturbation magnétique, le fer est exclu des matériaux utilisés qui sont le bois, le cuivre, le bronze, l'étain et le laiton. Une boite fermée par un couvercle en verre, à travers lequel on fait les observations, vient protéger l'aiguille des agitations de l'air. L'ensemble peut être installé sur une jambe à trois pieds (trépied) munis de vis calantes pour régler le niveau. 
Les aiguilles posées sur un pivot ont la forme d'un losange allongé, une forme idéale selon les travaux de Coulomb, et sont correctement surchargées pour compenser l'inclinaison verticale provoquée par l'attraction de l'aiguille, qui varie avec la latitude et en conséquence de quoi la charge doit être ajustée. Les aiguilles suspendues par un fil ont la forme d'un barreau, dont les extrémités sont soit pointues, soit terminées par un anneau horizontal sur lequel sont tendus deux fils croisés au centre, comme dans le modèle de Gambey (fig. 5).
L'alignement de la boussole avec le méridien géographique du lieu d'observation se fait avec le cercle gradué, dont le diamètre 0-180° correspond à l'axe du méridien avec zéro orienté au nord. On utilise une alidade à lunette dont les pinnules sont alignées avec une méridienne, ou une lunette astronomique orientée vers un astre pour lequel la déclinaison (astronomique) est connue (étoile polaire) ou, dans le cas contraire, en réalisant la méthode des hauteurs correspondantes. La direction de l'aiguille immobilisée indique le méridien magnétique. La déclinaison magnétique correspond à l'angle dièdre du méridien géographique et du méridien magnétique.

### Boussole des variations

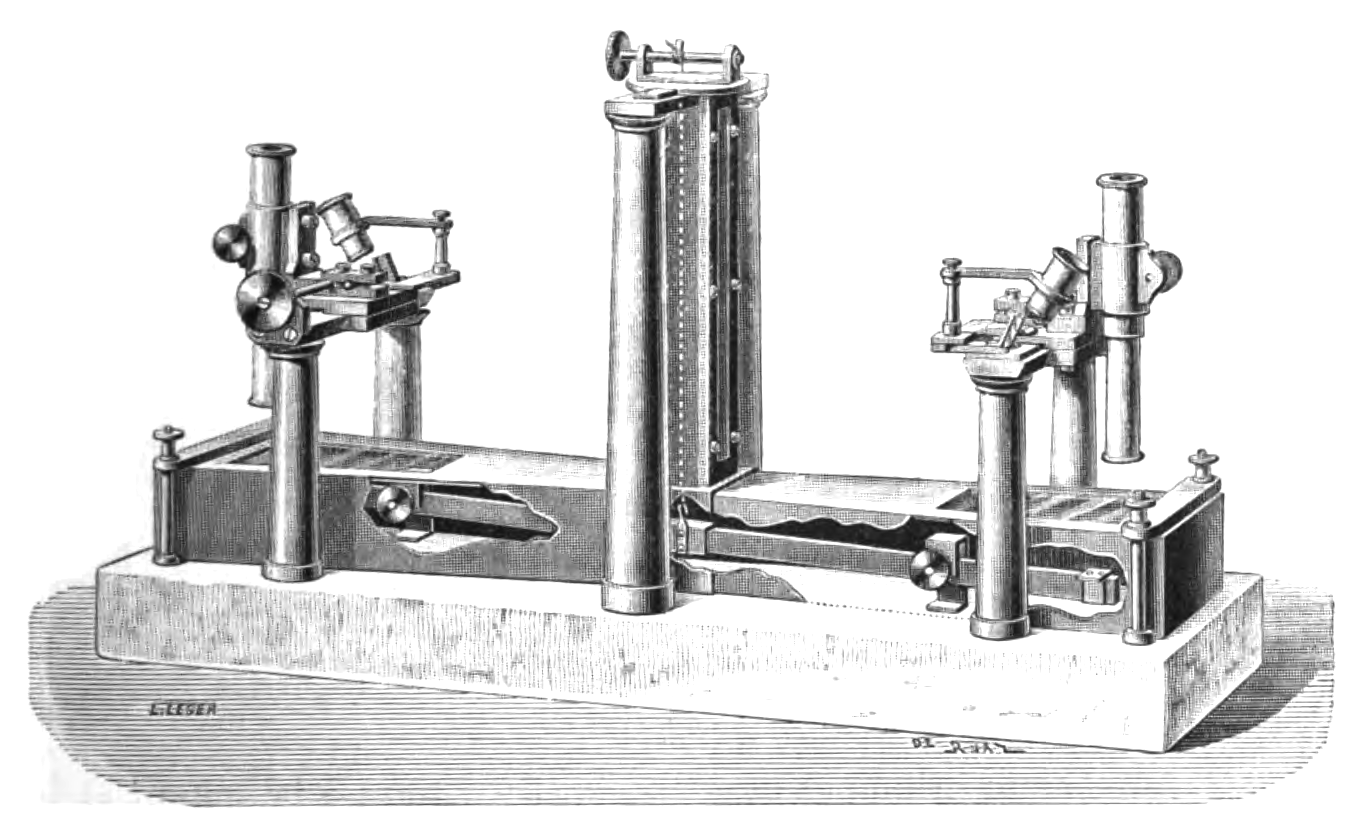
Fig. 8. Boussole des variations de Gambey.

Une boussole des variations (fig. 8) est destinée à étudier les changements réguliers et irréguliers de la déclinaison. Cet instrument se distingue d'une boussole de déclinaison classique par une plus grande sensibilité et par l'installation de microscopes pour observer avec une grande précision la position du barreau aimanté. L'alignement avec le méridien géographique n'étant effectué qu'une seule fois, avec une vérification annuelle, aucune lunette de visée ou astronomique n'est installée sur cet instrument.

### Boussole des intensités

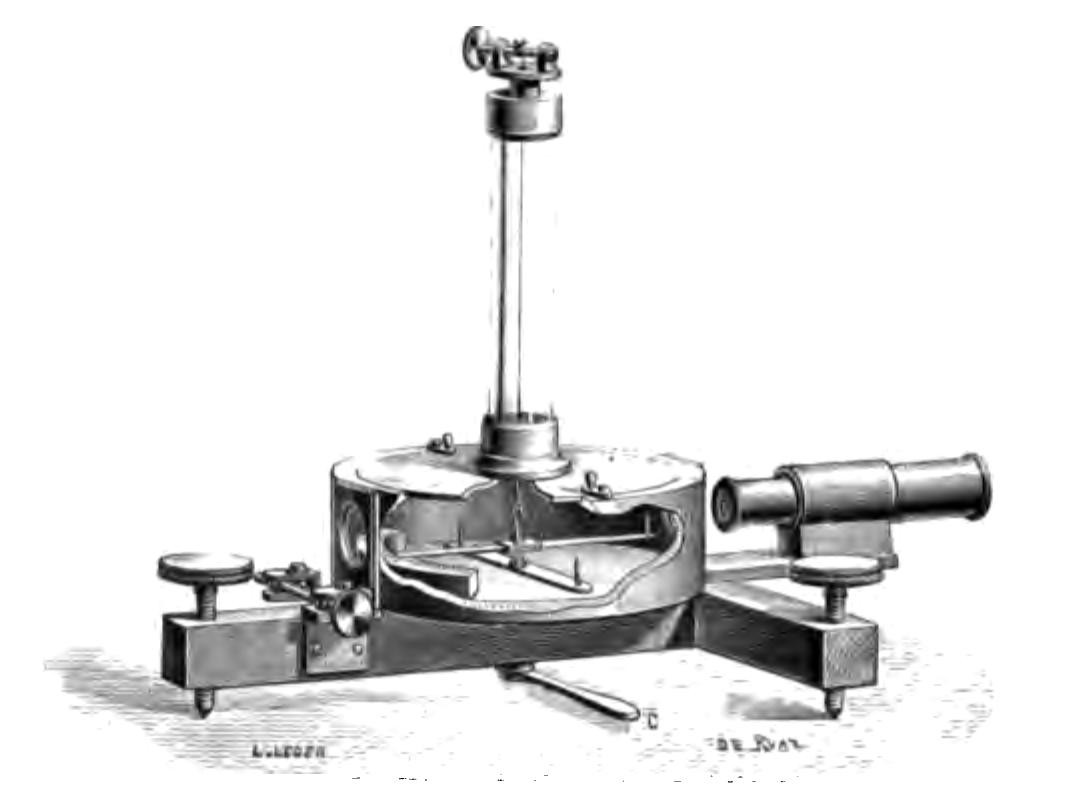
Fig. 9. Boussole des intensités de Gambey.

Une boussole des intensités (fig. 9) permet de mesurer la composante horizontale en comptant le nombre d'oscillations que l'aiguille effectue avant de se stabiliser en direction du méridien magnétique. Cet instrument se compose d'une boite cylindrique percée à deux endroits diamétralement opposés et fixée sur un trépied muni de vis calantes. À l'intérieur, une aiguille suspendue par un fil pivote au dessus d'un arc gradué de 60°. Un double levier, avec à chaque extrémité une pointe verticale destinée à entraîner l'aiguille d'un angle donné, est placé au fond de la boîte et pivote à l'aide d'un bras situé à l'extérieur. Un microscope disposé à l'extérieur de la boîte est aligné dans l'axe des deux ouvertures pour observer les oscillations. On peut l'approcher ou l'éloigner de l'ouverture en le faisant glisser dans son support cylindrique.

### Méthode du retournement

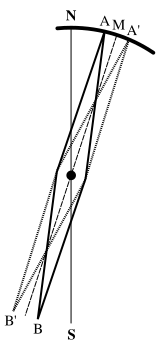
Fig. 10. Méthode du retournement.

Cette méthode (fig. 10) est une correction nécessaire pour déterminer correctement le méridien magnétique. Les aiguilles aimantées comprennent en fait deux axes : l'un est l'axe de la figure ou son axe de symétrie, par exemple celui qui passe par les pointes (A et B) d'une aiguille en forme de losange ; l'autre est l'axe des pôles de cet objet, c'est-à-dire l'axe qui passe par les deux pôles de l'aimant et qui donc s'aligne avec le méridien magnétique (M). Ces deux axes ne sont pas strictement confondus. On s'affranchit de cette différence en inversant les faces de l'aiguille sur sa suspension. Les positions d'une des pointes de l'aiguille (A et A') sont alors symétriques par rapport à la ligne des pôles. En mesurant la position de l'aiguille sur chacune des faces (A et A'), la moyenne indique la position réelle du méridien magnétique. La déclinaison équivaut à {\displaystyle D={\frac {NA+NA'}{2}}}.